# SASH1
SASH1‏ (SAM and SH3 domain containing 1) هوَ بروتين يُشَفر بواسطة جين SASH1 في الإنسان.